# بان لكان (مقاطعة تشرداول)
بان لكان (بالفارسية: بان لکان) هي قرية تقع في قسم زردلان الريفي (مقاطعة تشرداول) في إيران. يقدر عدد سكانها بـ 160 نسمة بحسب إحصاء 2016.